# Jurata
Jurata is een dorp in de Poolse woiwodschap Pommeren. De plaats maakt deel uit van de gemeente Jastarnia en is gelegen op het schiereiland Mierzeja Helska.

## Verkeer en vervoer
- Station Jurata